# Грецький скарб (роман)
Грецький скарб (англ. The Greek treasure) — роман американського письменника Ірвінга Стоуна, опублікований у 1975 році видавництвом Doubleday & Company.

## Сюжет
Генріх Шліман, успішний бізнесмен та палкий поціновувач Гомера і Давньої Греції, залишає бізнес заради своєї мрії — віднаходження легендарної Трої. Він переїздить до Греції та одружується на Софії Енгастроменос, в якій знаходить не тільки віддану дружину, але й людину, яка поділяє його захоплення.
Попри скептицизм провідних вчених та місцеву бюрократію, Генріх Шліман здійснює вдалі розкопки на території сучасної Туреччини. Він знаходить історичні артефакти, серед яких скарб Пріама, що підтверджують існування гомерівської Трої.
Шліман приховує частину знахідок від турецького адміністрації та у контрабандний спосіб вивозить їх до Греції, що призводить до неодноразових судових позовів з боку турецького уряду.
Після відповідних узгоджень, частина знайдених речей була передана у Музей доісторичного періоду і ранньої історії.
Згодом подружжя Шліманів також проводить вдалі дослідження у Мікенах, Тиринфі, Орхомені.
Через нові обставини та критику, в якій лунає звинувачення про помилку, Шліман повертається до розкопок Трої разом із Вільгельмом Дерпфельдом. Він запрошує до Трої  як свого опонента археолога Ернста Беттіхера, так і незалежного свідка, археолога Джорджа Німмана та зрештою доводить свою правоту.
Через наявну хворобу він лікується у Галле в одного з провідних німецьких хірургів.
Після лікування Шліман їде до Неаполя подивитися на розкопки у Помпеї, але помирає від повторного нападу хвороби.

## Сприйняття
У своїх рецензіях на твори І. Стоуна, видання «The New York Times» наводить, що вони чітки та в них завжди дотримані встановлені факти. «Грецький скарб», зокрема, це не тільки відчуття знайомства із Генріхом Шліманом та його дружиною Софією, розуміння їх пристрасті до пошуку Трої, але й відчуття археологом самого себе.